# Тварожна
Тварожна (словац. Tvarožná) — село в Словаччині, Кежмарському окрузі Пряшівського краю.
В селі є готичний римо-католицький костел з 13 століття та протестантський костел з 1778 року в стилі бароко—класицизму.

## Історія
Вперше село згадується у 1268 році.

## Географія
Розташоване на півночі східної Словаччини на південно—західному підніжжі Левоцьких гір в долині потока Дуранд. Протікає Тварожнянський потік.

## Населення
| Рік:            | 1994. | 2004.    | 2014.    | 2024.    |
| --------------- | ----- | -------- | -------- | -------- |
| Кількість осіб: | 555   | 630      | 714      | 825      |
| Різниця:        |       | +13,51 % | +13,33 % | +15,54 % |

| Рік:            | 2023. | 2024.   |
| --------------- | ----- | ------- |
| Кількість осіб: | 798   | 825     |
| Різниця:        |       | +3,38 % |

В селі проживає 687 осіб.
Національний склад населення (за даними останнього перепису населення — 2001 року):
- словаки — 89,54 %
- цигани — 8,77 %
- поляки — 0,34 %
- моравці — 0,34 %
- русини — 0,17 %

Склад населення за приналежністю до релігії станом на 2001 рік:
- римо-католики — 97,47 %,
- протестанти — 0,67 %,
- греко-католики — 0,17 %,
- не вважають себе віруючими або не належать до жодної вищезгаданої церкви — 1,52 %